# Castelletto Stura
Castelletto Stura (piemontiul: Castlèt Stura) település Olaszországban, Piemont régióban, Cuneo megyében. Lakosainak száma 1365 fő (2023. január 1.). Castelletto Stura Centallo, Montanera, Morozzo és Cuneo községekkel határos.

## Népesség
A település lakossága az elmúlt években az alábbi módon változott:
| Lakosok száma | 1369 | 1389 | 1365 |
|               | 2017 | 2018 | 2023 |